# Garching bei München
Garching bei München hay Garching là một đô thị thuộc huyện Munich bang Bayern nước Đức.
Đây là nơi đóng trụ sở của một số viện nghiên cứu và các cơ quan đại học. Nó đã trở thành một thành phố vào ngày 14 tháng 9 năm 1990.

## Địa điểm
Thị trấn nằm ở 48 ° 15'N 11 ° 39'E, gần sông Isar và đường cao tốc A9.
Garching có một số viện nghiên cứu khoa học và cơ sở thử nghiệm khoa học nằm trong thành phố, bao gồm máy gia tốc tuyến tính và lò phản ứng hạt nhân nghiên cứu. Các lò phản ứng hạt nhân nghiên cứu hạt nhân, có biệt danh là Atomei (trứng hạt nhân) xuất hiện trong thành phố của cánh tay, và bắt đầu quá trình dẫn đến sự tích tụ của các viện nghiên cứu. Một số con đường và địa điểm trong thành phố được đặt tên theo các nhà khoa học, nhà toán học và nhà đổi mới kỹ thuật, bao gồm "Carl-Von-Linde-Strasse", "Dieselstrasse", "Einsteinstrasse", "Eulerweg", "Heisenbergstrasse", "Max-Planck-Strasse", "Röntgenstrasse", "Schrödingerweg".

## Thành phố kết nghĩa
- Lørenskog (Na Uy)
- Radeberg (near Dresden)